# Nellim

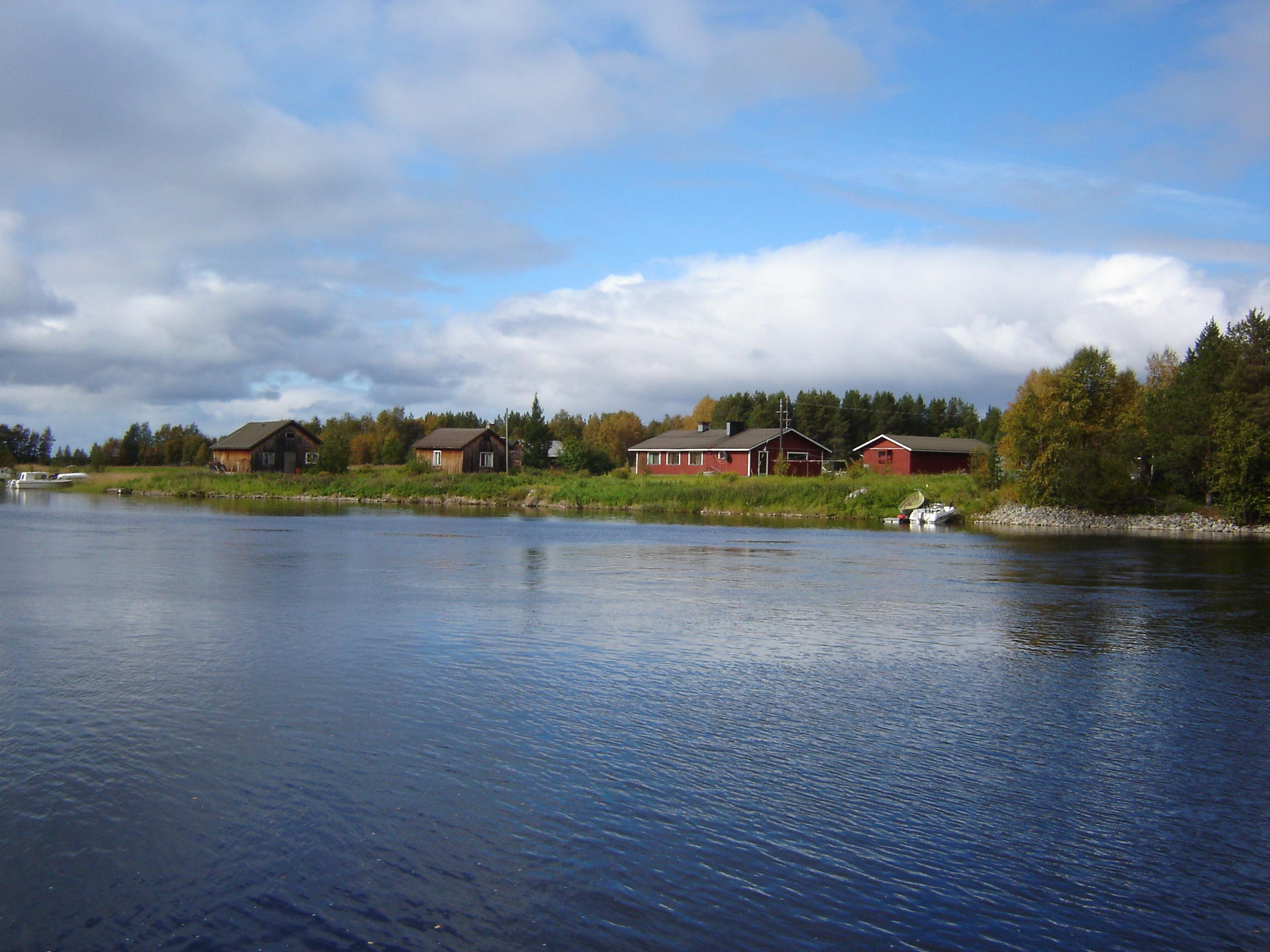
Nellim képe

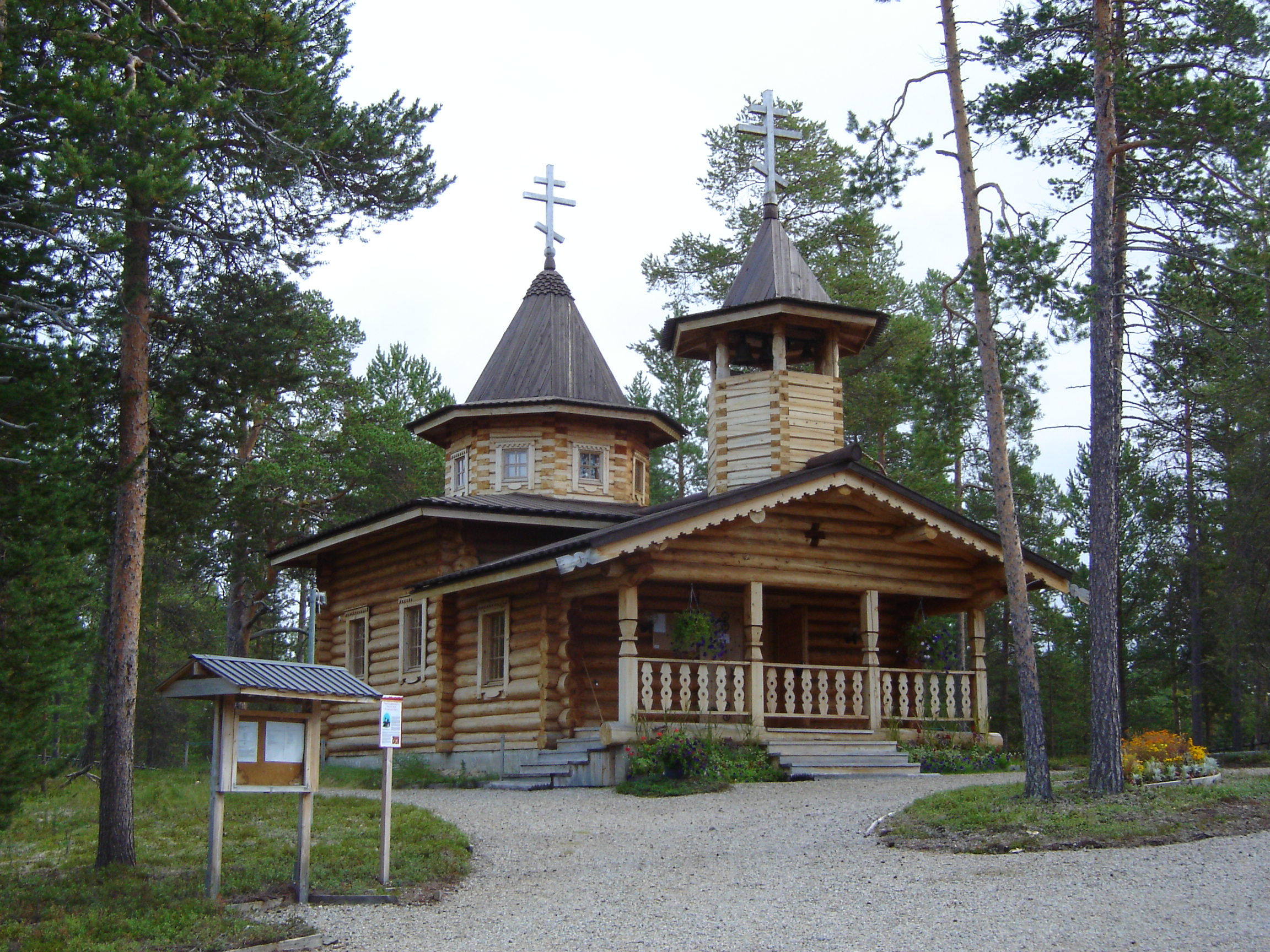
A nellimi kolta-számik ortodox temploma

Nellim vagy Nellimö (inari számi Njellim, kolta számi Njeäʹllem) településrész Inari községben Finnországban, Lappföldön. Az Inari-tó partján fekszik. Mintegy 190 lakosa van. Nellimben inari számik, kolta számik és finnek élnek, ezért Nellimet három kultúra találkozási pontjának is nevezik. A falu mintegy 42 km-re fekszik Ivalótól északkeletre, az orosz határtól 9 km-re van. a faluban van piac, ortodox templom, csónakkikötő, kávéház és szálloda.

## Külső hivatkozások
- Nellim Wilderness Hotel
- Nellim Archiválva 2014. november 2-i dátummal a Wayback Machine-ben